# Мезень (порт)
Порт Мезень — морской порт, расположенный на берегах реки Мезень.

## История
Посёлок Каменка в 7 км ниже по течению от города Мезень. Город Мезень находится в 45 км от впадения реки Мезень в Мезенскую губу Белого моря.
Акватория порта Мезень ограничена на севере линией, соединяющей мыс Рябинов с мысом Нерпинским. На юге граница акватории порта проходит по параллели 65° 50' северной широты. В акваторию порта Мезень входит также якорное место в устье реки Кулой. Предельная осадка судов, которые могут входить в порт, колеблется обычно от 3,9 м до 4,2 м при полной воде.
Порт Мезень не имеет связи с железнодорожной сетью страны. Летняя навигация в порту длится с июня по октябрь. Порт может принимать суда длиной до 120 метров, шириной до 15 метров и осадкой до 4 метров. Так как специализированных причалов для погрузки-выгрузки морских судов в мезенском порту нет, то грузовые операции выполняются на внутреннем рейде с помощью 4 плавкранов грузоподъёмностью 5 тонн и семи несамоходных барж. Перевалка грузов с барж и обратно производится на навигационном причале в портопункте Кривка (пригород Мезени) и на осушном деревянном причале в посёлке Каменка.
Порт на Мезени возник одновременно с началом лесопиления в Мезенском уезде заводчиками Н. И. Русановым и братьями Ружниковыми в 1872 году. Тогда в порту побывало пять иностранных судов.
Крупное транспортное предприятие посёлка Каменка — Мезенский Морской Торговый Порт (ММТП). ФГУП преобразовано в ОАО в 2004 г., прекратило деятельность в 2014 г.
В 1978 году мезенский порт переработал 178 тыс. тонн грузов, в 2006 году — 27 тыс. тонн, в 2010 году — 23,2 тыс. тонн грузов, в 2015 году — 8,7 тыс. тонн грузов.
По реке осуществляется сплав леса. Река Мезень доступна для судоходства на 371 км, весной на 650 км. Каменку и Мезень соединяет паромная переправа.
В акватории порта расположены 2 рейда: в устьи реки Мезень — Мезенский внешний рейд, у мыса Бубнов Нос — Мезенский внутренний рейд.
Порт обеспечивает доставку дизельного топлива, каменного угля, стройматериалов и техники в населённые пункты Мезенского и Лешуконского районов.
- Карта NQ 37-7 Мезенский залив
- Карта NQ 37-11 Каменка, Мезень

## Терминалы
Общее количество причалов — 3.
Основные операторы морских терминалов:
- Мезенский Деревообрабатывающий Завод — 1 (Причал № 1 на левом берегу в 17 милях от устья, погрузка пиломатериалов)
- Архангельская областная энергетическая компания (Мезенский филиал) — 1 (Причал № 2 на левом берегу в 15 милях от устья, перекачка нефтепродуктов между нефтеналивными баржами и берегом)
- Межрегиональная распределительная сетевая компания Северо-Запада — 1 (Причал № 3 на правом берегу в г. Мезень,  перекачка нефтепродуктов между нефтеналивными баржами и берегом)